# Christian Werner (Regisseur)

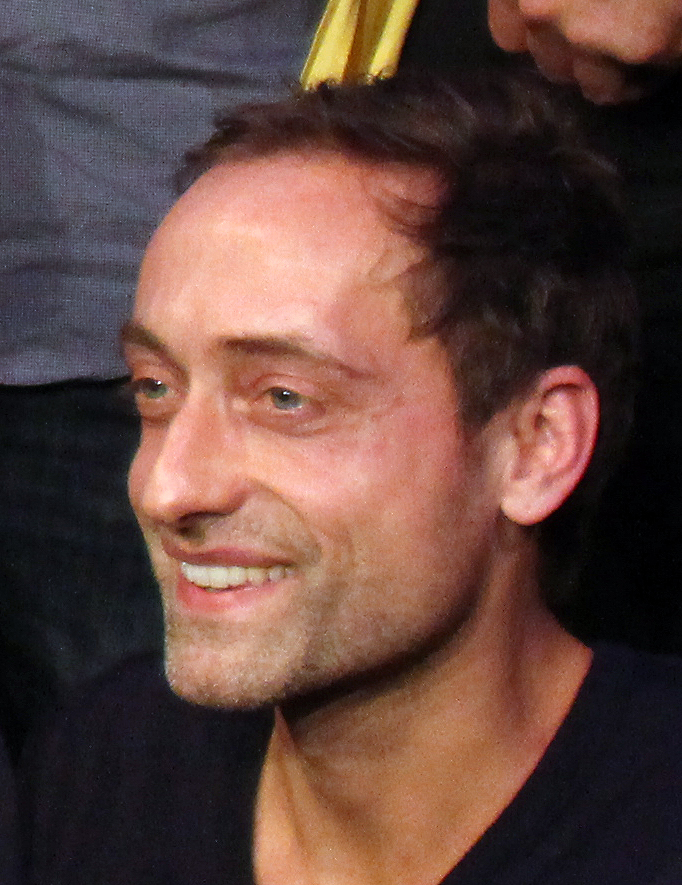
Christian Werner beim Max-Ophüls-Festival 2015

Christian Werner (* 1978 in Rudolstadt) ist ein deutscher Filmregisseur, Drehbuchautor und Produzent.

## Leben
Nach dem Abitur führte Christian Werner die Leidenschaft für die Fotografie auf längere Reisen durch Asien und Südamerika. Aufgrund der dort entstandenen Bilder nahm er 1999 ein Studium im Fachbereich Visuelle Kommunikation an der Bauhaus-Universität Weimar auf. Durch den DEFA-Regisseur Günter Reisch, der in Weimar lehrte, kam Werner zur Regie. Noch während des Studiums gründete er 2003 die Produktionsfirma acamara film und realisierte erste Kurzfilme. 2004 machte er seinen Diplom-Abschluss im Schwerpunkt Film und Fotografie. Weiterhin war er als Regieassistent für Saxonia Media und die Werbefilmproduktionsfirma Zerofilmes LTD in Sao Paulo (Brasilien) tätig.
Von 2007 bis 2015 absolvierte Werner ein Regiestudium an der Filmakademie Baden-Württemberg. Sein mittellanger Spielfilm Monika (2011), über die Selbstfindung einer erblindeten jungen Frau, gespielt von Rosalie Thomass, erhielt den DEFA-Förderpreis beim Internationalen Filmfestival Schlingel. Werners Abschlussfilm Fremdkörper (2014), über einen Geschäftsmann (Thorsten Merten), der die Organspenderin seiner illegal erkauften Niere trifft, wurde beim Filmfestival Max Ophüls Preis mit dem Publikumspreis für den besten mittellangen Film ausgezeichnet.
In den nächsten Jahren führte Werner bei mehreren Episoden der Serien SOKO Stuttgart (2018) und der Primetimeserie Rampensau (2019) Regie. Sein erster abendfüllender Spielfilm Irgendwann ist auch mal gut über einen Bestatter, verkörpert von Fabian Hinrichs, der den Suizid seiner Eltern verhindern will, wurde im Januar 2020 beim Filmfestival Max Ophüls Preis uraufgeführt. Maresi Rieger erhielt für ihre Darstellung in dem Film den Nachwuchspreis beim Filmfestival Max Ophüls Preis.
Im Jahr darauf drehte er den Kinofilm Kommt ein Vogel geflogen, eine Tragikomödie über eine überforderte Tierheimleiterin (Britta Hammelstein) mit jüdischer Familie, deren neuer Papagei plötzlich Nazi-Parolen skandiert. Noch vor dem Start dieses Films inszenierte Werner für das ZDF die tragikomische Ehegeschichte nach dem gleichnamigen Theaterstück von Éric-Emmanuel Schmitt Kleine Eheverbrechen (2022) mit Emiliy Cox und Philipp Hochmair in den Hauptrollen. Im Herbst 2023 startete Kommt ein Vogel geflogen in den deutschen Kinos. Die TV-Premiere erfolgte am 29. November 2024 auf Arte.
Im Jahr 2023 fanden die Dreharbeiten zur ZDF-Reihe Der Geier in Bad Gastein statt. Der im Herbst 2024 ausgestrahlte Pilotfilm Der Geier – Die Tote mit dem falschen Leben erreichte in Österreich und Deutschland beste Quoten.
Im Sommer 2024 inszenierte Werner den Polizeiruf 110: Spiel gegen den Ball für den RBB, der am 22. Juni 2025 im Ersten ausgestrahlt wurde.
Seit 2018 ist Christian Werner Mitglied der Europäischen Filmakademie.

## Filmografie (Auswahl)

### Regie
- 2004: Da möcht‘ ich immer sein
- 2004: Morgen ist die Nacht vorbei
- 2005: Kindeseile
- 2011: Monika
- 2012: Hodsch und ich[16]
- 2014: Redland[17]
- 2015: Fremdkörper
- 2018: Der Besuch[18]
- 2018: SOKO Stuttgart (5 Folgen)
- 2019: Rampensau (3 Folgen)
- 2020: Irgendwann ist auch mal gut
- 2021–22: SOKO Köln (7 Folgen)
- 2023: Kleine Eheverbrechen

- 2023: Kommt ein Vogel geflogen[19]

- 2024: Der Geier – Die Tote mit dem falschen Leben

- 2024: Polizeiruf 110: Spiel gegen den Ball

### Drehbuch
- 2004: Morgen ist die Nacht vorbei
- 2005: Kindeseile
- 2015: Fremdkörper
- 2020: Irgendwann ist auch mal gut

### Produzent
- 2004: Morgen ist die Nacht vorbei
- 2012: Hodsch und ich
- 2018: Der Besuch

## Nominierungen und Auszeichnungen
- Morgen ist die Nacht vorbei:

2004: Kurzsüchtig. Filmfestival Leipzig, Jurypreis
- Monika

2011: DEFA-Förderpreis
2011: FILMZ – Festival des deutschen Kinos Mainz – Festival des deutschen Kinos, Zuschauerpreis
2011: Filmschau Baden-Württemberg, 1. Preis Kurzfilmwettbewerb
- Fremdkörper

2015: First Steps Award, Nominierung
2015: Studio Hamburg Nachwuchspreis, Nominierung beste Produktion
2015: Studio Hamburg Nachwuchspreis, Nominierung beste Regie
2015: special mention, Young Directors Award
2015: Max Ophüls Preis, Publikumspreis
2015: Max Ophüls Preis, Lobende Erwähnung der Jury
2015: Sehsüchte Potsdam, Lobende Erwähnung der Jury
2015: Golden Panda Sichuan Filmfestival (China), Grand Prix in der Student Sektion
2015: Filmschau Baden-Württemberg, Kurzfilmpreis
2016: Int. Filmfestival Sachalin „On the Edge“, Grand Prix
- Redland

2015: Los Angeles Web Series Festival, Beste Regie
2015: Webserie Festival Rio de Janeiro, Beste Regie
- Der Besuch

2018: Deutsche Film- und Medienbewertung, Prädikat besonders wertvoll
2018: Biberacher Filmfestspiele, Biber-Preis, Bester Kurzfilm
2019: Eat My Shorts – Hagener Kurzfilmfestival, Publikumspreis
- Irgendwann ist auch mal gut

2020: Rhode Island International Film Festival (RIFF). Best Feature (First Prize)